# Tandoori masala

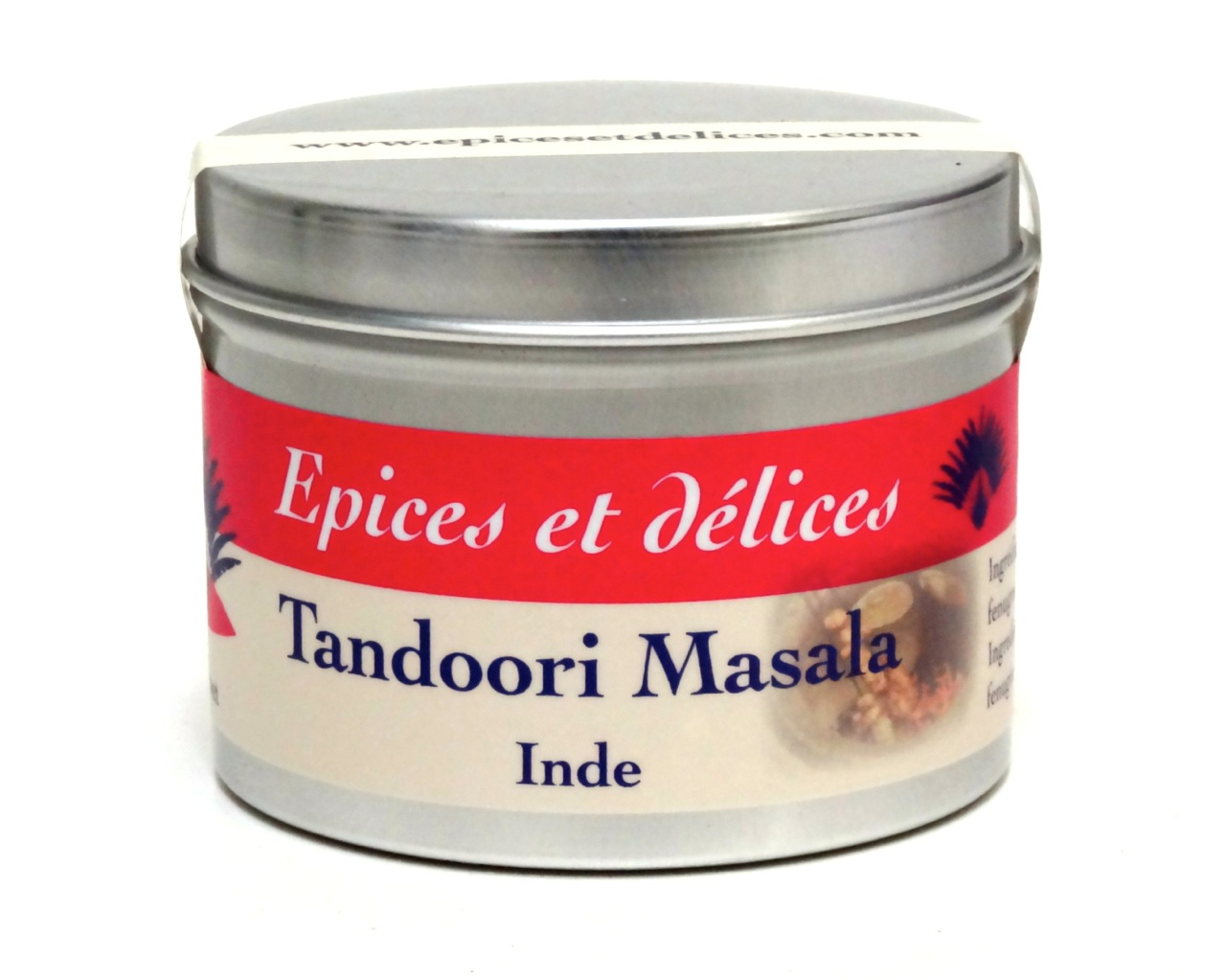
Bote con tandoori masala comercial.

El tandoori masala es una mezcla de especias diversas (masala) muy empleada en la cocina de la India y de Pakistán.
Es de notar que se denomina así indistintamente también a los platos indios que contienen esta mezcla de especias o que han sido cocinados al estilo tandoor (es decir usando un Horno de Barro). 
Las especias que contiene esta mezcla varían en cierta medida entre distintas regiones pero por lo general incluyen: garam masala, jengibre, cebolla, pimienta de cayena, comino, pimienta, cardamomo, alholva, ajo, coriandro, y, a veces, otras especies y aditivos.
Algunos platos indios se cocinan con yogur y carne (generalmente pollo) calentados en un horno (tandoor) rotatorio y esta es la razón de  usar este genitivo en algunos platos indios haciendo referencia a la forma de cocinar el alimento.